# Maestro de la Virgo inter Virgines

La Virgen con el Niño con santas Catalina, Cecilia, Úrsula y Bárbara, óleo sobre tabla, 101,1 x 123,1 cm, Ámsterdam, Rijksmuseum.

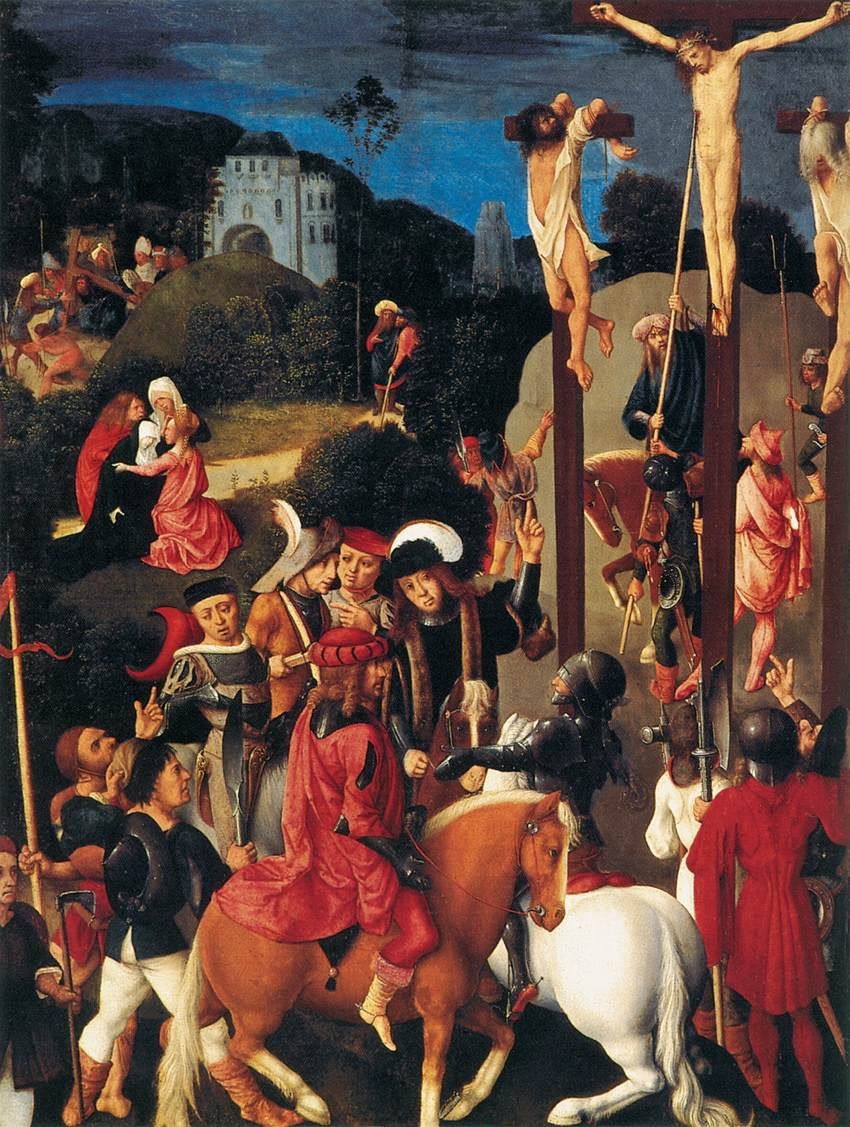
La Crucifixión, óleo sobre tabla, 78 x 58,6 cm, Madrid, Museo Thyssen-Bornemisza

Maestro de la Virgo inter Virgines es el nombre convencional por el que se conoce a un pintor anónimo a quien se supone activo en Delft en las dos últimas décadas del siglo XV. 
Debe su nombre a Max J. Friedländer, quien agrupó un pequeño número de obras en torno al retablo de La Virgen y el Niño entre cuatro santas vírgenes o La Virgen y el Niño con santas Catalina, Cecilia, Úrsula y Bárbara del Rijksmuseum de Ámsterdam. Aunque influido por los maestros de Amberes y Gante, en especial por Cornelis Engebrechtsz y Geertgen tot Sint Jans, en la personalidad intensamente piadosa del Maestro de la Virgo inter Virgines se han advertido los primeros pasos distintivos de la pintura neerlandesa.
Su pintura puede distinguirse por el peculiar tratamiento de sus expresivas cabezas, de contornos angulosos, cuello largo, frente amplia y nariz larga y recta, y por el empleo de una rica gama de color. Con esas características se han reunido en torno a su figura unas veinte tablas, todas de asunto religioso y en su mayor parte de carácter narrativo, en las que la corrección del dibujo se sacrifica a la profundización en los contenidos dramáticos del relato, entre ellas la Crucifixión del Museo Thyssen-Bornemisza de Madrid y la tabla del mismo asunto del Bowes Museum de Barnard Castle, o la Lamentación sobre el cuerpo de Cristo muerto del Museo del Prado, originalmente tabla central de un tríptico en cuyas puertas, conservadas en Aquisgrán (Suermondt-Ludwig Museum), con el tríptico abierto estaban pintados a la izquierda José de Arimatea y Nicodemo y a la derecha la Magdalena con otra de las santas mujeres, y con las puertas cerradas la Anunciación.
Con este maestro se ha relacionado también un grupo de entalladuras sin firma publicadas a partir de 1483 en Delft, por lo que se le presume ese origen, aunque esas estampas se han atribuido también a los llamados Maestro de Delft y Maestro de la Pasión Delbecq-Schreiber.